# 1380'erne
Århundreder: 13. århundrede – 14. århundrede – 15. århundrede
Årtier: 1330'erne 1340'erne 1350'erne 1360'erne 1370'erne – 1380'erne – 1390'erne 1400'erne 1410'erne 1420'erne 1430'erne
År: 1380 1381 1382 1383 1384 1385 1386 1387 1388 1389
Begivenheder
Personer